# 2015年亚丁汽车炸弹袭击
2015年12月6日，亚丁市长贾法尔·穆罕默德·萨阿德少将及其随行人员因一场汽车炸弹袭击身亡。萨阿德当时正前往他在亚丁西部地区的办公室。
伊拉克和黎凡特伊斯兰国也门分支声称对袭击负责。他们说萨阿德是压迫者，是异教徒，并威胁要在也门进行进一步的袭击。该组织表示，当萨阿德的车队经过停放汽车的地方时，他们引爆了炸弹。
爆炸声在距离10公里远的地方也能听到。萨阿德的六名保镖被炸死，另有数人受伤。医务人员表示受害者的尸体无法辨认。
伊斯兰国通过亚丁-阿比扬省的媒体发布了一段录像，其中包含此次事件的画面。